# 奧基喬比縣
奧基喬比縣是美国佛罗里达州中南部的一個县。根据2020年美国人口普查数据，该县总人口为39,644人，县治设在奥基乔比市。奥基乔比县是奥基乔比小都会统计区的一部分，同时也是迈阿密-劳德代尔堡-圣露西港联合统计区的组成部分。
奥基乔比县于1917年5月8日正式成立，是佛罗里达州的第54个县。其名称来源于奥基乔比湖，"Okeechobee"一词源自塞米诺尔人的语言，意为“大水”，这一名称贴切地反映了该地区的自然特征。奥基乔比湖是美国第二大淡水湖，也是佛罗里达州最大的湖泊，为当地居民和游客提供了丰富的水上活动和生态旅游资源。奥基乔比市是该县唯一的建制城市，也是该县的政治、经济和文化中心。奥基乔比县总面积为892平方英里（约2,310平方公里），其中陆地面积为769平方英里（约1,990平方公里），水域面积占比约13.8%。该县地处佛罗里达腹地地区，东临圣露西县、马丁县和印第安河县，西邻高地县，西南方向接壤沼泽县和亨德里县，北部则与奥西欧拉县和波尔克县相连。该县的地理位置使其成为佛罗里达州中部与东南部地区的交通枢纽，同时也是农业和畜牧业的理想发展区域。
奥基乔比县以广阔的自然景观、丰富的农业资源以及世界级的钓鱼产业而闻名，当地经济主要依赖农业、畜牧业和渔业。该县长期以来是佛罗里达州奶牛和农业产业的重镇，以广袤的牧场和畜牧业闻名。全县约有65,000头肉牛，是佛罗里达州主要的畜牧地区之一。奥基乔比牲畜市场始建于1930年代，至今仍是佛罗里达州交易量最大的牲畜市场。此外，该县在佛罗里达州乳制品供应链中占有重要地位。除了农业和畜牧业，奥基乔比县还是世界著名的钓鱼胜地，被誉为“世界黑鲈之都”。奥基乔比湖每年吸引成千上万的垂钓爱好者，他们在这里体验湖泊丰富的鱼类资源，尤其是大口黑鲈的垂钓活动。